# Harper (nome)
Harper  è un nome proprio di persona inglese maschile e femminile.

## Origine e diffusione
Riprende l'omonimo cognome inglese, basato sull'inglese antico hearpere e in uso dal tardo XII secolo, che denotava in origine un suonatore d'arpa oppure un costruttore di arpe; è più diffuso l'uso al femminile che al maschile.

## Onomastico
Essendo un nome adespota, ovvero non portato da alcun santo, l'onomastico può essere pertanto festeggiato il 1º novembre, giorno di Ognissanti.

## Persone

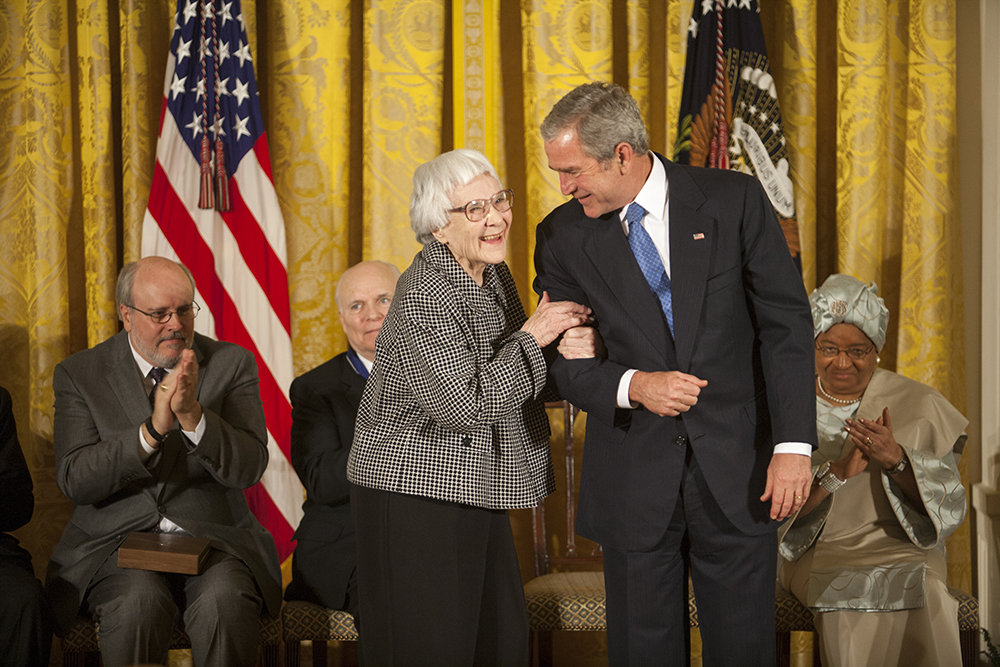
Harper Lee

### Femminile
- Harper Lee, scrittrice statunitense

### Maschile
- Harper Carter, imprenditore e attore statunitense
- Harper Williams, cestista e dirigente sportivo statunitense

## Il nome nelle arti
- Harper Evans è un personaggio della serie televisiva I maghi di Waverly.
- Harper Scott è un personaggio del romanzo di Terry Brooks Il fuoco degli angeli.